# الزريقة
بلدة الزريقة بلدة سورية تابعة لمنطقة مدينة دوما، محافظة ريف دمشق، سوريا، تقع شمال ناحية النشابية بالقرب من تل حزرما، وترتفع عن سطح البحر 616 م.
تحيط بها القرى والبلدات التالية: البحارية - حوش الضواهري - اوتايا، ومن الجنوب النشابية.